# لويس سميث (أستاذ جامعي)
لويس سميث (بالإنجليزية: Louis Smith)‏ هو عازف جاز أمريكي، ولد في 20 مايو 1931 في ممفيس في الولايات المتحدة، وتوفي في 20 أغسطس 2016.

## وصلات خارجية
- لويس سميث على موقع ميوزك برينز (الإنجليزية)
- لويس سميث على موقع أول ميوزيك (الإنجليزية)
- لويس سميث على موقع ديسكوغز (الإنجليزية)